# 福井県道260号勝山インター線
福井県道260号勝山インター線（ふくいけんどう260ごう かつやまインターせん）は、福井県勝山市内の国道と主要地方道を結ぶ一般県道である。

## 路線概要
中部縦貫自動車道の勝山ICと国道416号を結ぶ役割を担う路線。1995年（平成7年）に事業に着手し、2002年度（平成14年度）に現在の支線部を含む800mが開通（勝山市鹿谷町本郷 - 同市鹿谷町発坂）。2016年（平成28年）11月6日に勝山市鹿谷町発坂 - 同市荒土町松ヶ崎の福井県による整備区間全線が開通し、従前より市道として整備済で供用していた勝山市荒土町松ヶ崎以北の区間も編入となった。また、開通した区間には九頭竜川を渡る「勝山恐竜橋」（当初の仮称は勝山大橋、264.5m）も含まれている。全体の総事業費は約55億円。
勝山インター線の開通により、勝山ICと国道416号、福井県道17号の勝山市内の幹線道路を結ぶ役割を担っており、市内の交通を円滑にする役割を果たしている。また、完成した「勝山恐竜橋」北端には、2020年（令和2年）6月20日に「道の駅恐竜渓谷かつやま」がオープンした。

### 路線データ
- 起点：福井県勝山市鹿谷町本郷
- 終点：同市荒土町新保

## 道路状況
「勝山恐竜橋」南側では、新たにえちぜん鉄道勝山永平寺線（発坂駅 - 比島駅間）との立体交差（アンダーパス）が整備されている。インター線開通までは同線の踏切を通る必要があったが、これにより時間短縮に繋がっている。

## 接続路線
本線
- 福井県道31号篠尾勝山線（勝山市鹿谷町本郷、起点）
- E67 中部縦貫自動車道 勝山IC（勝山市鹿谷町志田）
- 本路線支線（勝山市鹿谷町発坂）
- 福井県道168号藤巻下荒井線（勝山市遅羽町比島・勝山恐竜橋南詰交差点）
- 福井県道17号勝山丸岡線（勝山市荒土町松ヶ崎・道の駅恐竜渓谷かつやま交差点）
- 国道416号（勝山市荒土町新保・新保交差点、終点）

支線
- 本路線本線（勝山市鹿谷町発坂）
- 福井県道31号篠尾勝山線（勝山市鹿谷町発坂）

## 沿線
- 道の駅恐竜渓谷かつやま - 登録路線は福井県道17号勝山丸岡線。本路線南行車線と直接出入できる。